# 石狩湾新港発電所
石狩湾新港発電所（いしかりわんしんこうはつでんしょ）は、北海道小樽市にある液化天然ガスの火力発電所。

## 概要
北海道電力が既設の火力発電所の経年化や燃料種の多様化、電力を分散化して安定供給を図るため、石狩湾新港の西地区に同社初の液化天然ガス（LNG）による発電所を建設した。燃料の液化天然ガス（LNG）は、石狩湾新港の中央地区（所在地は石狩市）において北海道ガスが運営している「石狩LNG基地」からガス導管を通じて供給している。
2019年（平成31年）に1号機の営業運転を開始したが、3号機までの建設計画があり、3基すべてが運転を開始すると総出力が約170万キロワットとなり、北海道内最大級の発電所となる予定である。

## 設備
1号機
- 発電機　569,400 kW[5]
- 着工：2015年8月[5]
- 営業運転開始：2019年2月[5]

2号機
- 発電機　569,400 kW（予定）[5]
- 着工：2027年3月（予定）[5]
- 営業運転開始：2030年度（予定）[5]

3号機
- 発電機　569,400 kW（予定）[5]
- 着工：2030年3月（予定）[5]
- 営業運転開始：2033年度（予定）[5]